# Dyer (Nevada)

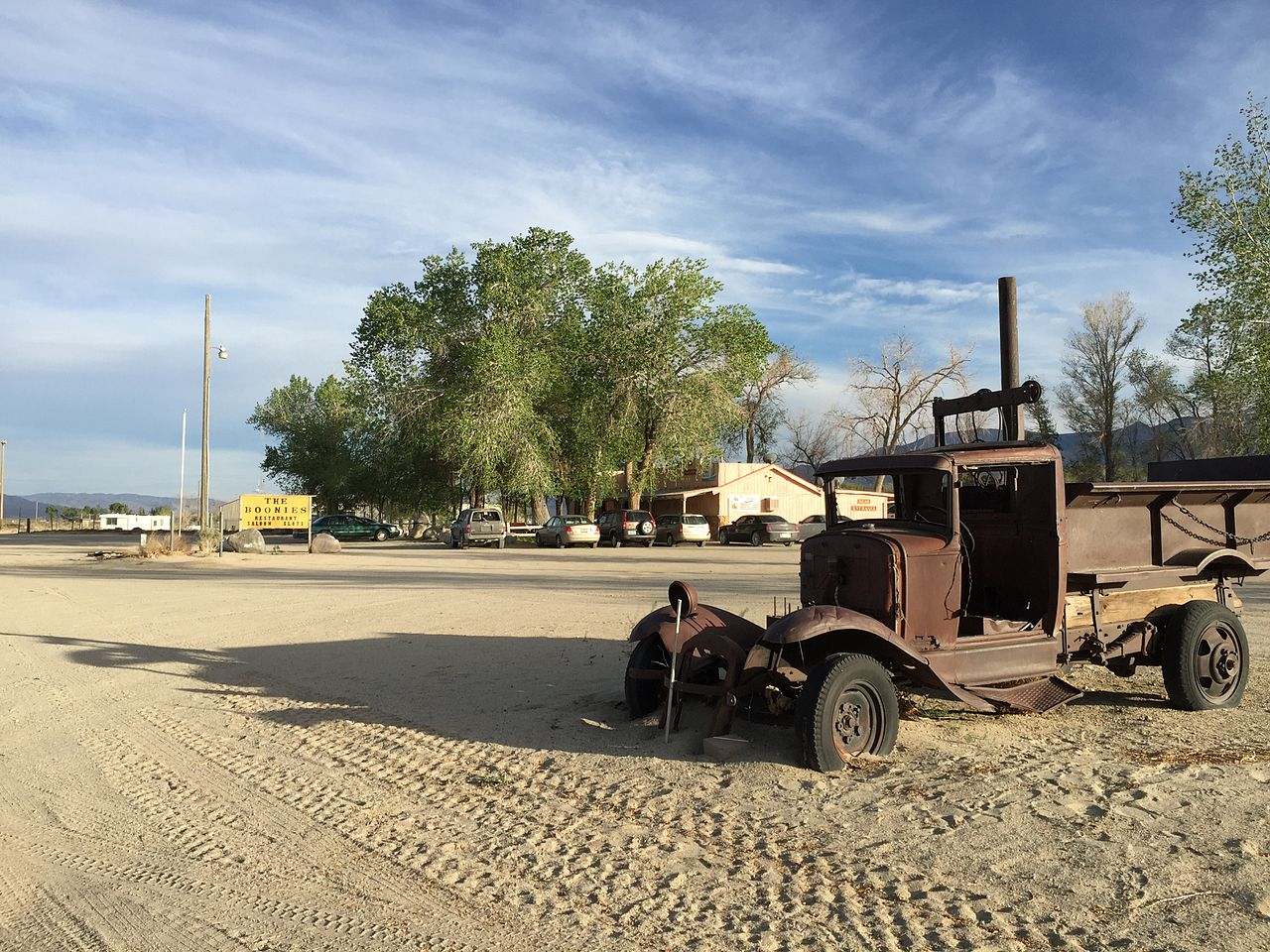
Periferia di Dyer, Nevada.

Dyer è una piccola cittadina della Fish Lake Valley nella Contea di Esmeralda, Nevada, con una popolazione di 259 abitanti secondo il censimento del 2010. Il luogo è circondato da aree rurali, ranch e abitazioni di indiani Paiute; inoltre è possibile trovare un distributore di benzina, un ufficio postale ed un aeroporto.
Dyer è situata lungo la Nevada State Route 264, vicino al confine con la California.

## Geografia fisica

### Clima
Il clima di questa zona è semi-arido; difatti queste condizioni si verificano principalmente alla periferia di deserti a bassa latitudine.